# Consell General de les Valls
Der Consell General de les Valls (Generalrat der Täler) ist das Einkammerparlament von Andorra.

## Organisation
Im Rat sitzen 28 Abgeordnete, die für eine Amtszeit von vier Jahren gewählt werden. 14 von ihnen werden per Verhältniswahlrecht für ganz Andorra gewählt, 14 werden in den 7 parròqies (Gemeinden) bestimmt. Bis 1997 entsandte jede Gemeinde 4 Abgeordnete. Da die Zahl der Wahlberechtigten in den einzelnen Gemeinden zwischen 350 und 2.500 schwankt, führte dies zu einer starken Überrepräsentation kleiner Gemeinden. Um dies auszugleichen, wurden Listenverbindungen eingeführt. Der Präsident des Parlaments ist der Síndic, der Vizepräsident der Subsíndic.
Mit Zustimmung der Co-Fürsten ernennt der Generalrat den Regierungschef, den Vorsitzenden der Regierung von Andorra (Cap de Govern). Dieser ernennt die sieben weiteren Minister der Regierung. Derzeitiger Amtsinhaber ist Xavier Espot Zamora.

## Mitglieder
- PSDA: 7
- CC: 2
- PLA: 4
- DPA: 11
- TV + UL: 4

### Zusammensetzung ab 2023
Die Wahlen 2023 fanden am 2. April statt. Die Regierungskoalition aus DPA und CC errang mit 16 Sitzen die absolute Mehrheit zurück. Die neu gegründete progressive Concòrdia lag mit 5 Sitzen auf Rang zwei. Die konservative Andorra Endavant, die aus der Partei Tercera Via hervorgegangen war, erreichte 3 Sitze. Die Liberalen sind seit 2023 nicht mehr im Parlament vertreten.

### Zusammensetzung 2019 bis 2023
Bei den Wahlen am 7. April 2019 verlor die DPA vier Sitze und somit ihre absolute Mehrheit.

### Zusammensetzung 2015 bis 2019
Die Wahlen fanden am 1. März 2015 statt. Die Demòcrates per Andorra konnten ihre Mehrheit mit 15 von 28 Sitzen knapp behalten.
- PSDA: 3
- SiP: 2
- PLA: 8
- DPA: 15

### Zusammensetzung 2011 bis 2015
Die Parlamentswahlen 2011 gewann die neu gegründete Oppositionspartei Demòcrates per Andorra (DPA). Am 3. April 2011 fanden vorgezogene Parlamentswahlen in Andorra statt. Diese vorgezogenen Wahlen waren notwendig geworden, nachdem der sozialdemokratische Regierungschef Jaume Bartumeu Cassany keine Mehrheit für seinen Haushalt und die Einführung einer Einkommensteuer im Parlament gefunden hatte. Bei der Wahl erreichten die Demokraten für Andorra unter Antoni Martí 55 % der Stimmen und 23 von 28 Mandaten. Die Wahlbeteiligung betrug über 74 %. Von den 85.015 Bewohnern Andorras haben etwa 22.000 die andorranische Staatsangehörigkeit. 16.200 Stimmen wurden abgegeben.
- PSDA: 6
- UL: 2
- DPA: 20

### Zusammensetzung 2009 bis 2011
Die Parlamentswahlen 2009 gewann die bisherige Oppositionspartei Partit Socialdemòcrata. Am 26. April 2009 fanden Parlamentswahlen in Andorra statt. Dabei erreichte die Coalició Reformista (CR), die neue konservative Koalition aus PLA und CDA-S21 nur 32,3 % der Stimmen und verlor damit ca. 20 % der Stimmen. Die Partit Socialdemòcrata (PSD) dagegen erhielt 45 % und gewann somit die Hälfte der Mandate. Die Andorra pel Canvi (ApC), eine Nachfolgepartei der sozialliberalen Renovació Democràtica (RD), gewann mit 18,9 % der Stimmen 3 Sitze im Parlament. Die Grünen verfehlten mit 3,2 % zum zweiten Mal nach 2005 den Einzug in den Generalrat. Die Wahlbeteiligung lag bei über 75 %.
- PSDA: 14
- Sonst.: 3
- PLA: 11

### Zusammensetzung 2005 bis 2009
Bei den Parlamentswahlen im April 2005 gewann die Partit Liberal d’Andorra (PLA – Liberale Partei Andorras) 14 Sitze, die größte Oppositionspartei, die Partit Socialdemòcrata (PS – Sozialdemokratische Partei) elf. Die restlichen drei Sitze verteilen sich auf das Centre Demòcrata Andorra (CDA – Demokratisches Zentrum Andorra, die frühere PD – Demokratische Partei) sowie die Renovació Democràtica (RD – Demokratische Erneuerung). Parteien sind dabei in Andorra ebenfalls relativ neu. Die erste gründete sich 1976, rechtlich anerkannt sind sie erst seit 1992.
- PSDA: 12
- Sonst.: 2
- PLA: 14

Die liberale Partei konnte dabei ihre dritte Wahl nacheinander seit 1994 gewinnen. Oppositionsführer war der Sozialdemokrat Jaume Bartumeu Cassany.

## Geschichte
Das erste Parlament in Andorra bestand seit 1419. Der Consell de la Terra wurde von der Bevölkerung gewählt und bestimmte Síndics, die die Verwaltung des Fürstentums übernahmen. Im Laufe der Jahrhunderte wurde es de facto zur Machtbastion einiger Familien, was im Laufe des 19. Jahrhunderts schließlich zu anhaltendem Widerstand in der Bevölkerung führte. 1866 reformierte sich das Parlament.
Hinter den Reformen stand Guillem de Areny y de Plandolit und sie bewirkten:
- Der Consell de la Terra wurde aufgelöst, an seine Stelle trat der Consell General de las Valls mit einem Síndic und Subsíndic.
- Wahlberechtigt waren alle Familienoberhäupter.
- Die Wahlen fanden regelmäßig statt: 12 der damals 24 Mitglieder aus sechs Gemeinden wurden alle zwei Jahre im Wechsel gewählt.

In den 1930ern folgte eine weitere konstitutionelle Krise. Unter anderem begann der Rat, Andorra regelmäßig als eine Republik zu bezeichnen, was auf wenig Gegenliebe bei den Co-Fürsten stieß. Auf ihren Beschluss hin löste sich die ganze Versammlung 1933 auf. Bei Sonderwahlen wurde das ganze Parlament neu gewählt. Zu diesem Anlass wurde das aktive Wahlrecht auf alle Männer über 25, das passive auf alle Männer über 30 ausgedehnt.
1970 führte das Fürstentum das aktive Frauenwahlrecht für Frauen über 25 ein. 1971 wurde das aktive Wahlrecht für Frauen und Männer über 21 Jahre eingeführt, das passive Wahlalter für Männer auf 25 Jahre gesenkt. Ab 1973 besaßen auch Frauen das passive Wahlrecht.
Seit 1978 existiert mit Escaldes-Engordany eine siebte Gemeinde, wodurch die Zahl der Abgeordneten auf 28 stieg. Seit 1982 existiert der Regierungsrat.

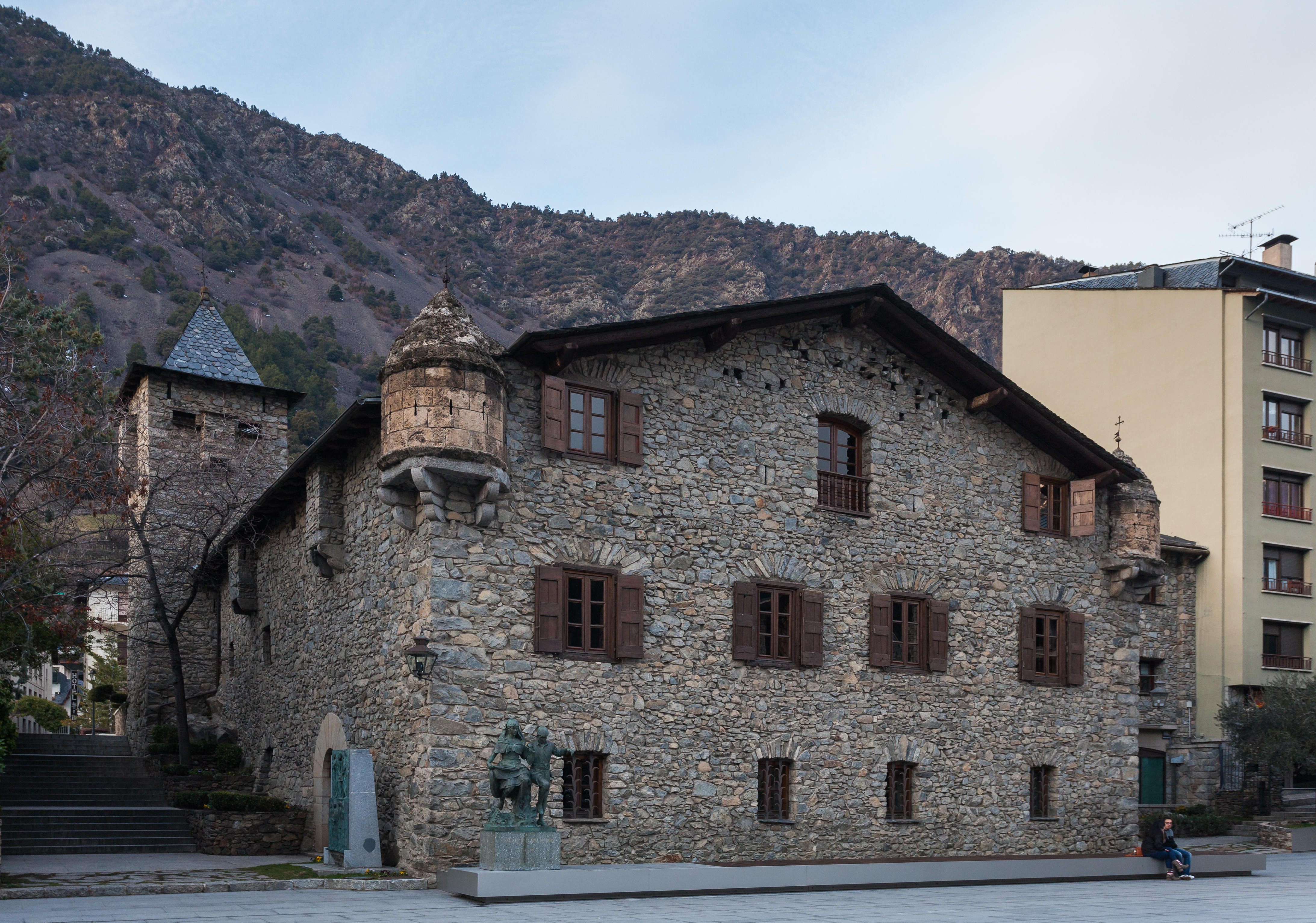
Casa de la Vall
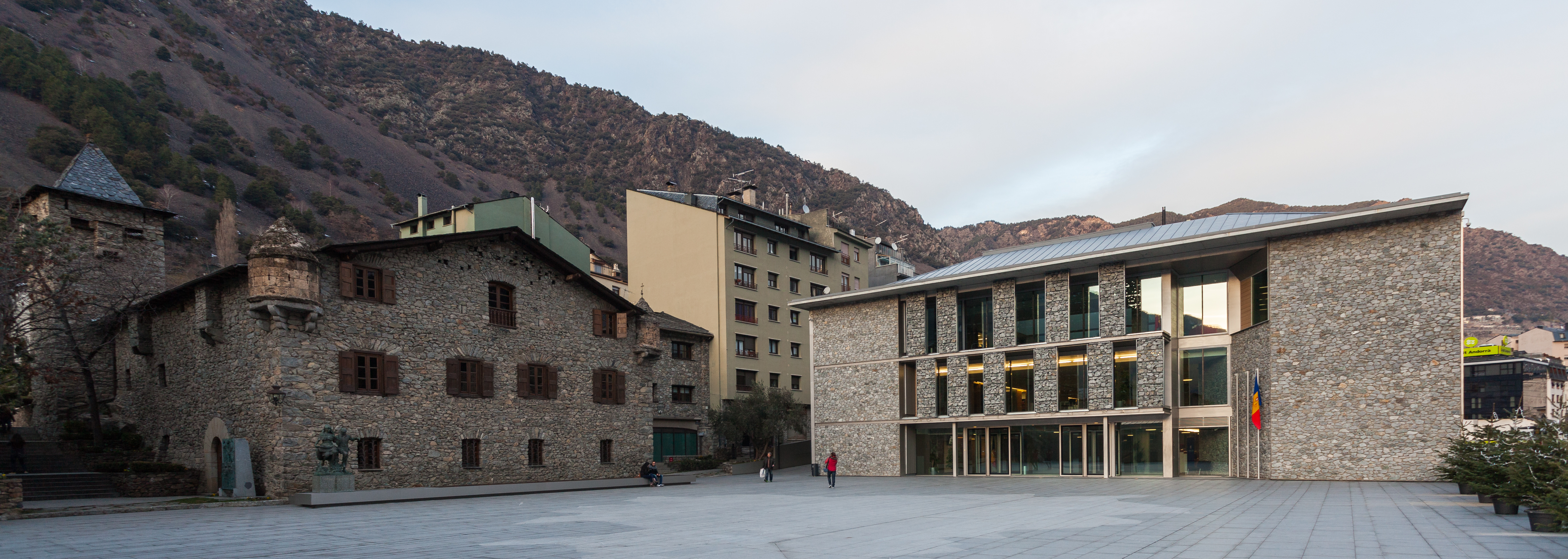
Casa de la Vall, Andorra la Vella
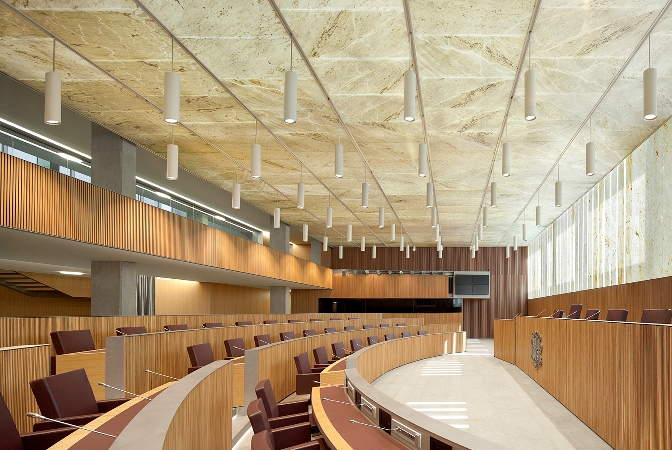
Plenarsaal

## Sitz
Der Sitz des Generalrates ist die Casa de la Vall in Andorra la Vella. 2011 wurde ein neues Gebäude neben das historische Haus gebaut.